# Slaget ved Singara
Slaget ved Singara blev udkæmpet i 344 mellem romerske og sassanidiske styrker. Romerne var ledet af kejser Constantius II og sassaniderne af kong Shapur II af Persien. Sassaniderne forsøgte at indtage fortet ved Singara, men det mislykkedes.

## Baggrund
Da Shapur II overtog magten over det sassanidiske rige, søgte han at generobre de territorier, der var blevet erobret af det østromerske rige. Efter at have slået de lakhmidarabiske oprørere i syd, sigtede han mod Mesopotamien for generobre Armenien. Derfra planlagde han krigen mod Constantius II, men overordnet set uden held.
36°19′21″N 41°51′51″Ø / 36.3225°N 41.864167°Ø